# Célestin-Félix-Joseph Chouvellon
Célestin-Félix-Joseph Chouvellon MEP (chiń. 舒福隆; ur. 19 grudnia 1849 w Usson-en-Forez, zm. 11 maja 1924 w Chongqingu) – francuski duchowny rzymskokatolicki, misjonarz, wikariusz apostolski Wschodniego Syczuanu.

## Biografia

### Młodość i prezbiteriat
6 września 1871 wstąpił do Towarzystwa Misji Zagranicznych w Paryżu. 7 czerwca 1873 otrzymał święcenia diakonatu z rąk biskupa Kerry Daniela McCarthy'ego, a 20 września 1873 prezbiteriatu z rąk biskupa Saint-Albert Vitala-Justina Grandina OMI i został kapłanem swojego zgromadzenia. Obie te uroczystości miały miejsce w kościele Towarzystwa Misji Zagranicznych w Paryżu.
5 listopada 1873 wyjechał na misje do Chin, gdzie został przydzielony do wikariatu apostolskiego Wschodniego Syczuanu, gdzie następnie pracował duszpastersko.

### Episkopat
25 września 1891 papież Leon XIII mianował go wikariuszem apostolskim Wschodniego Syczuanu oraz biskupem tytularnym dausaryjskim. 27 grudnia 1891 w Chongqingu przyjął sakrę biskupią z rąk wikariusza apostolskiego Tybetu Félixa Bieta MEP.
Szczególną wagę przykładał do kształcenia rodzimego duchowieństwa. Zbudował dwa seminaria, na wypadek prześladowań. W ciągu całego pontyfikatu wyświęcił 75 kapłanów. Często objeżdżał podległe mu misje. Za czasów jego rządów w wikariacie wybudowano ok. 40 kościołów, liczne szkoły, szpital oraz drukarnię. Założył gazetę La Vérité.
Prowincje jego wikariatu dotknęły prześladowania w 1898, gdy porwano księży i zniszczono wiele kaplic, a wielu katolików uszło ze swoich domów do Chongqingu.
W 1924, będąc już na łożu śmierci, otrzymał Legię Honorową. Zmarł po kilku miesiącach choroby 11 maja 1924.